# Conus petricosus
Conus petricosus é uma espécie de gastrópode do gênero Conus, pertencente a família Conidae.